# Villagarcía del Llano
Villagarcía del Llano è un comune spagnolo di 762 abitanti situato nella comunità autonoma di Castiglia-La Mancia.